# ニューヨーク市指定歴史建造物の一覧
ニューヨーク市歴史建造物保存委員会 (en) によって指定された歴史建造物の一覧：
- マンハッタンのニューヨーク市指定歴史建造物の一覧
  - マンハッタンのニューヨーク市指定歴史建造物の一覧 (14丁目以南) (en)
  - マンハッタンのニューヨーク市指定歴史建造物の一覧 (14丁目以北59丁目以南) (en)
  - マンハッタンのニューヨーク市指定歴史建造物の一覧 (59丁目以北110丁目以南) (en)
  - マンハッタンのニューヨーク市指定歴史建造物の一覧 (110丁目以北) (en)
  - マンハッタンのニューヨーク市指定歴史建造物の一覧 (小島) (en)
- ブルックリンのニューヨーク市指定歴史建造物の一覧 (en)
- クィーンズのニューヨーク市指定歴史建造物の一覧 (en)
- ブロンクスンのニューヨーク市指定歴史建造物の一覧 (en)
- スタテン・アイランドのニューヨーク市指定歴史建造物の一覧 (en)